# Carlota Solé i Puig
Carlota Solé i Puig (Barcelona, 11 de desembre, 1944), és una catedràtica de sociologia de la Facultat de Ciències Polítiques i Sociologia, de la Universitat Autònoma de Barcelona. Exerceix el càrrec de directora del Grup d'Estudis sobre Immigració i Minories Ètniques (GEDIME), des de la seva fundació.
És autora de trenta-un llibres, i ha publicat extensament sobre migracions, modernització i corporativisme. També ha compilat onze volums monogràfics en revistes nacionals i europees. L'any 1990 el Centro de Investigaciones Sociológicas (CIS) li va atorgar el Premi Nacional de Sociologia i cinc anys més tard li va ser concedit el Mary Parker Follett Award de l'American Political Science Association. Ha publicat, entre d'altres, Inmigración comunitaria: ¿discriminación inversa? (Anthropos, 2006), Negocios étnicos: los comercios de los inmigrantes no comunitarios en Cataluña (CIDOB, 2005) i El uso de las políticas sociales por las mujeres inmigrantes (Instituto de la Mujer, 2005).
Va ser guardonada amb el Premi Nacional de Sociologia i Ciències Polítiques del CIS en 1990 i va rebre el Mary Parker Follet Award de la American Political Science Association amb el seu article “Language and the Construction of States: the Case of Catalonia in Spain” l'any 1995.

## Trajectòria professional
Carlota Solé i Puig es va llicenciar en Ciències Econòmiques, per les universitats de Barcelona i Bilbao entre els anys 1961 i 1967. És Doctora en Sociologia per la Universitat de Reading (Anglaterra) des de l'any 1982 i en Ciències Econòmiques per la Universitat Autònoma de Barcelona, des de 1975.
Ha exercit com a docent tant a la Universitat Autònoma de Barcelona, com a la Universitat Complutense de Madrid, a l'Escola Superior d'Administració i direcció d'empreses (ESADE), o en diverses universitats estrangeres com la University of Reading o l'Institut Universitari dei Studi Europei-Torino.
L'any 1989 va fundar el Grup d'Estudis sobre Immigració i Minories Ètniques (GEDIME), centre que es dedica a l'estudi de les dinàmiques migratòries internacionals, les pràctiques transnacionals en contextos migratoris i la inclusió social de les minories ètniques, des d'una perspectiva sociològica.
Està adscrit des dels seus inicis al Departament de Sociologia de la Universitat Autònoma de Barcelona (UAB).
Els seus estudis se centren principalment en la modernització, la immigració i les organitzacions, encara que tracta temes com la dona, el nacionalisme o el mercat laboral.
Entre les seves publicacions compta amb articles de revistes, col·laboracions en obres col·lectives, ressenyes, llibres, direcció de tesi i coordinació en altres publicacions.
De la seva obra destaca, entre d'altres, “Modernització: una anàlisi sociològica” (1976), “La integració sociocultural dels immigrants a Catalunya” (1981), “Negocis ètnics: els comerços dels immigrants no comunitaris a Catalunya” (2006) o “Immigració i ciutadania” (2011).